# Тюдори

Біло-червона троянда — емблема Тюдорів

Тюдо́ри (традиційний український наголос; англійський наголос — на перший склад, англ. Túdors) — королівська династія, що правила в Англії в 1485–1603 роках. Змінила династію Йорків. Засновник — Генріх VII (король в 1485–1509) по лінії батька походив з уельських феодалів, по матері був родичем Ланкастерів.
Інші представники Тюдорів на англійському троні: Генріх VIII (1509–1547), Едвард VI (1547–1553), Марія I (1553–1558), Єлизавета I (1558–1603).
Всі Тюдори, за винятком Марії I, проводили політику, що відповідала інтересам англійського дворянства і буржуазії XVI століття (Реформація, протекціонізм, сприяння мореплавству, боротьба з Іспанією та інше). Влада Тюдорів мала абсолютистський характер, парламент повністю підкорявся короні. Проте вже в останні роки правління Єлизавети почалася боротьба парламенту за більші права, з розвитком капіталістичних відносин він ставав рупором опозиції королівському абсолютизму. Ця боротьба досягла особливої гостроти за часів правління наступної династії — Стюартів.

## Історія династії

### Походження
Династія бере початок від дворянського роду з Уельсу, який претендував на походження від давніх уельських королів. Початок його піднесенню поклав уельський землевласник і солдат Оуен Тюдор (бл. 1400-1461), який в 1422 році одружився з Катериною Валуа (1401-1437), донькою французького короля Карла VI (правив у 1380—1422) і вдовою англійського короля Генріха V Ланкастера (правив у 1413—1422). Їхній син Едмунд Тюдор (близ. 1430 — 1456) в 1455 році одружився з Маргаритою Бофор (1443—1509), представницею молодшого коліна династії Плантагенетів-Ланкастерів. Від Бофорів до Тюдорів перейшло графство Річмонд.
Син Едмунда і Маргарити, граф Генріх Річмонд (1457 — 1509), після повалення Ланкастерів Плантагенетами-Йорками і вбивства Генріха VI заявив (у 1484) про свої права на англійську корону як старший з династії Ланкастерів, що залишилися живими. Хоча гілка Бофорів була виключена з порядку престолонаслідування королем Генріхом IV (правив у 1399—1413).

### Панування
У 1485 Тюдори зайняли англійський трон, поклавши край трьохвіковому правлінню династії Плантагенетів: 22 серпня 1485 року Генріх Річмонд розбив короля Річарда III Йорка (правив у 1483—1485) у битві при Босворті (сам Річард III загинув) і того ж дня оголосив себе королем Англії під ім'ям Генріха VII. Офіційна коронація відбулася 30 жовтня 1485 року у Вестмінстерському абатстві. У листопаді 1485 парламент прийняв статут, що закріпив англійський престол за Генріхом VII і його прямими нащадками, але не за родом Тюдорів у цілому.
У січні 1486 року Генріх VII одружився з Єлизаветою Плантагенет (1466 — 1503), старшою донькою англійського короля Едварда IV Йорка (правив у 1461—1470, 1471—1483), з'єднавши тим самим династії Ланкастерів та Йорків і поклавши край війні Червоної і Білої троянд. Геральдичним символом нової династії стала червоно-біла троянда Тюдорів.
Тюдори займали престол Королівства Англія сто вісімнадцять років. Після смерті Генріха VII англійську корону успадковували його син Генріх VIII (правив у 1509—1547), син Генріха VIII Едвард VI (1547–1553) і доньки Марія I Кривава (1553–1558) і Єлизавета I (1558–1603). Їх правління ознаменувалося Англійською Реформацією і розквітом англійського абсолютизму. Зі смертю бездітної Єлизавети I 24 березня 1603 династія Тюдорів припинилася — престол перейшов до шотландського короля Якова VI Стюарта (Яків I Англійський).

## Значення
Століття правління династії Тюдорів (1485—1603) часто називають найкращим періодом англійської історії. Генріх VII заклав основи багатої держави і могутньої монархії. Його син, Генріх VIII, утримував дорогий і відомий своїми розкошами двір, а також відокремив англіканську церкву від Риму. Його донька Єлизавета розгромила сильну на ті часи іспанську флотилію.
Проте були і негативні сторони. Генріх VIII витратив багатство, накопичене його батьком. А Єлизавета ослабила уряд, продаючи державні посади, щоб не просити гроші в парламенту.

## Монархи Англії та Ірландії
| І'мя | Портрет | Оригінальне ім'я                           | Роки правління |
| --- | ------- | ------------------------------------------ | -------------- |
| Генріх VII |         | англ. Henry VII                            | 1485-1509      |
| Генріх VIII (***) |         | англ. Henry VIII                           | 1509-1547      |
| Едуард VI |         | англ. Edward VI                            | 1547-1553      |
| Леді Джейн Грей |         | англ. Lady Jane Grey, The Nine Days' Queen | 1553           |
| Марія I Тюдор |         | англ. Mary I                               | 1553-1558      |
| Єлизавета I |         | англ. Elizabeth I                          | 1558-1603      |
| (***) Починаючи з 1199 року Володіння Ірландія знаходилося у підпорядкуванні англійської корони. В 1541 році було створено королівство Ірландія. Король Генріх VIII став першим англійським королем, якого ірландський парламент наділив титулом Король Ірландії. |         |                                            |                |

### Додаткова література
- Bindoff S. Т. Tudor England. — L., 1951.
- EIton G. R. England under the Tudors. — N. Y., 1956.
- Griffiths R. A. The making of the Tudor dynasty. — Gloucester, 1985.
- Mackie J. D. The earlier Tudors, 1485—1558. — Oxford; New York, 1994.
- Plowden A. The House of Tudor. — Stroud, 1998.
- The Tudor monarchy. — London; New York, 1997.
- WiIliamson J. A. The Tudor Age. — L., 1953.